# یوهان کارل ویلهلم ایلیگر
یوهان کارل ویلهلم ایلیگر (به آلمانی: Johann Karl Wilhelm Illiger) (۱۹ نوامبر ۱۷۷۵ – ۱۰ مهٔ ۱۸۱۳) حشره‌شناس و جانورشناس آلمانی بود.
ایلیگر استاد و رئیس موزه جانورشناسی برلین از آغاز به کار آن در سال ۱۸۱۰ تا هنگام مرگ بود. او نویسنده کتاب Prodromus systematis mammalium et avium بود که خط فکری کارل لینه را دنبال می‌کرد. این کتاب تاثیر زیادی بر گسترش بهره‌گیری از مفهوم تیره داشت.